# トゥーティング・アンド・ミッチャム・ユナイテッドFC
トゥーティング・アンド・ミッチャム・ユナイテッド・フットボールクラブ（Tooting & Mitcham United Football Club）は、イングランド・ロンドンのワンズワース区トゥーティングと、同じくロンドンのマートン区ミッチャムを本拠地とするサッカークラブチームである。2017-18シーズンはイスミアンリーグ・プレミアディヴィジョン（7部相当）に所属。

## 歴史
1932年にロンドン市内のワンズワース区トゥーティングを本拠地に活動していたトゥーティング・タウンFC(1887年創設)と、同じくロンドン市内のメルトン区ミッチャムを本拠地にしていたミッチャム・ワンダラーズFC(1912年創設)の2つのクラブチームが合併し、現在の形になった。

## タイトル

### 国内タイトル
- アセニアンリーグ : 2回

1949-50, 1954-55
- イスミアンリーグ・プレミアディヴィジョン : 1回

1959-60
- イスミアンリーグ・ディヴィジョン2 : 1回

2000-01

### 国際タイトル
- なし

## 歴代所属選手
- マイケル・アントニオ 2007-2008
- ハワード・ニュートン 2014-2015